# Homoneura hollowayi
Homoneura hollowayi är en tvåvingeart som beskrevs av Kim 1994. Homoneura hollowayi ingår i släktet Homoneura och familjen lövflugor. Inga underarter finns listade i Catalogue of Life.